# Henryk Kaźmierczak (polityk)
Henryk Kaźmierczak (także Kazimierczak) (ur. 7 czerwca 1932 w Tarnówku) – polski polityk i działacz partyjny, w latach 1975–1980 wojewoda koniński.

## Życiorys
Syn Czesława i Marty. Od 1954 członek PZPR. W latach 1951–1953 przewodniczący koła Związku Młodzieży Polskiej w powiecie kolskim, potem do 1956 kierownik wydziału i wiceprzewodniczący Zarządu Miejskiego ZMP w Kole. W latach 1953–1957 wiceprezes Ligi Przyjaciół Żołnierza w Kole, następnie został działaczem PZPR w powiecie kolskim. Pełnił m.in. funkcje kierownika ośrodka propagandy partyjnej (1958–1965) i członka egzekutywy, a od 1969 do 1971 – I sekretarza KP PZPR w Kole. Następnie do 1975 kierował Komitetem Powiatowym w Koninie.
Od 12 maja 1975 był pełnomocnikiem rządu ds. utworzenia województwa konińskiego, następnie od 1 czerwca 1975 do 30 listopada 1980 zajmował stanowisko jego pierwszego w historii wojewody.